# Google Документы
Документы Google (англ. Google Docs) — бесплатный онлайн-офис, разрабатываемый компанией Google. Образован в итоге слияния Writely и Google Spreadsheets. Позднее функциональность приложения была расширена при помощи офисного пакета Quickoffice, приобретённого поисковой корпорацией в 2012 году. Для мобильных платформ Google Android и Apple iOS компания разрабатывает специальную редакцию приложений, созданных с помощью Android SDK и Xcode.
Это веб-ориентированное программное обеспечение, то есть программа, работающая в рамках веб-браузера без установки на компьютер пользователя. Документы и таблицы, создаваемые пользователем, сохраняются на специальном сервере Google, или могут быть экспортированы в файл. Это одно из ключевых преимуществ программы, так как доступ к введённым данным может осуществляться с любого компьютера, подключенного к интернету (при этом доступ защищён паролем).

## История
Google Docs & Spreadsheets основан на двух разных продуктах, Writely и Google Spreadsheets. Writely являлся отдельным текстовым процессором для веб. Он был создан компанией Upstartle, и включал такие функции, как совместное редактирование и контроль доступа. Меню, горячие клавиши и отображаемые диалоги имитировали те, что пользователи могли видеть в текстовых процессорах, установленных у них на компьютере, таких как Microsoft Word или OpenOffice.org Writer.
В начале 2006 года Google приобрела Upstartle. На тот момент в Upstartle работало четверо сотрудников. Writely закрыл регистрации на своём сервисе на время переноса на серверы Google. В августе 2006 года Writely начал рассылать приглашения тем, кто оставил запрос на получение информации о начале работы до конца лета. 23 августа 2006 года Writely разослал приглашения всем, кто оставлял запрос, и стал доступным для всех. Владельцы аккаунтов на Writely могли пригласить других, добавляя их в соавторы своего документа на Writely. Writely продолжал работать со своей системой пользователей до 19 сентября 2006, пока не был включён в систему Google Accounts.
Writely изначально работал на технологии Microsoft ASP.NET, которая использует Microsoft Windows. С июля 2006 серверы Writely работают на операционных системах, основанных на Linux.
Одновременно с этим Google разрабатывала Google Spreadsheets. Google анонсировала Spreadsheets 6 июня 2006 года, и сделала его доступным только для ограниченного числа пользователей, зарегистрировавшихся первыми. Тест версии для ограниченного числа пользователей был завершён, и она была заменена бета-версией, доступной для всех владельцев аккаунтов Google Account.
В начале 2010 года Google предоставил возможность хранения и совместного использования любых типов файлов с помощью сервиса Google Docs. Была добавлена также возможность OCR загружаемых .pdf документов и картинок, но изначально поддерживались только языки с латинским алфавитом. Зимой 2011 года была внедрена поддержка ещё 29 языков, в том числе русского языка.

## Блокировка в России
15 сентября 2021 года российские операторы начали блокировать в России сервис Google Docs. "Вероятно, блокировка связана с публикацией списков «Умного голосования» на ресурсе «Google Docs», — сказано в сообщении GlobalCheck.

## Writely (Document)
Текстовый процессор, позволяющий редактировать текстовые документы OpenDocument, Microsoft Word, а также электронные таблицы.
Реализован при помощи AJAX. Пользователи могут получать доступ и редактировать документы с любого компьютера, подключённого к интернету. Есть возможность создавать и редактировать документы офлайн, документ запишется при первом подключении к интернету.
Доступно большое количество средств форматирования: смена размера и стиля шрифта, выбор цвета и декораций, создание списков и таблиц, вставка картинок, ссылок и специальных символов.
Можно делать закладки, комментарии.
Сохраняются документы автоматически по ходу внесения изменений, но каждая правка фиксируется, и можно пользоваться функцией отмены и возврата изменений так же, как и в обычном текстовом редакторе. Есть возможность загружать на сервер и скачивать с него файлы различных форматов.
Поддерживается простой текст, HTML, Microsoft Word, RTF, OpenDocument, PDF и несколько графических форматов. Можно получить подборку текстов в виде файлов HTML в архиве ZIP. Заявлена (но пока не реализована) поддержка Word Perfect.

## Google Таблицы
Позволяет заносить данные в ряды и столбцы электронной таблицы, а также производить не очень сложные вычисления. Программа допускает импорт и экспорт данных и в специфический формат Microsoft Excel, и в общедоступные OpenDocument и CSV.
Предусмотрена возможность доступа других пользователей к созданной таблице, как с правом редактирования, так и без (максимум 10 пользователям одновременно).
В апреле 2025 года Google добавила в «Google Таблицы» подсказки от Gemini, которые работают в том числе в России. Нейросеть помогает автоматически создавать формулы, генерировать тексты, анализировать и классифицировать данные. Чтобы использовать функцию, нужно ввести в ячейку команду =AI. Если используется Google-аккаунт организации, нужно активировать Gemini на сайте Workspace по инструкции. 

## Google Презентации
Дает возможность создавать электронные презентации. Реализована возможность импорта/экспорта файлов Microsoft PowerPoint (*.ppt).
В основу Google Presentations легли разработки компании Tonic Systems, приобретённой компанией Google в 2007 году.

## Бизнес-модель
Бизнес-модель Google Docs вписывается в общую стратегию предоставления сервиса облачного хранения данных компании Google и совместно распространяется на другие направления (например, Gmail и Picasa).
Объём для хранения файлов, преобразованных в формат документов Google, не ограничен, для остальных форматов сервис Google Docs предоставляет 15 ГБ дискового пространства бесплатно. Дополнительный объём памяти, который распределяется между сервисами Google Docs, Picasa, Gmail, Blogger и Google Buzz, можно приобрести за 2,49 долларов США на 100 Гб в месяц, за 9,99 долларов США на 200 Гб в месяц.